# Dongi-myeon
Dongi-myeon (koreanska: 동이면) är en socken i den centrala delen av Sydkorea, 150 km söder om huvudstaden Seoul. Den ligger i kommunen Okcheon-gun i provinsen Norra Chungcheong.